# Charles Arthur Banks

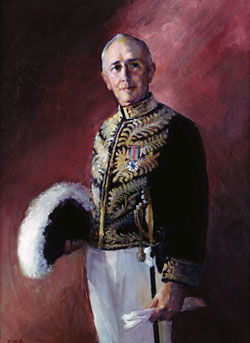
Charles Arthur Banks

Charles Arthur Banks, CMG (* 18. Mai 1885 in Thames, Neuseeland; † 28. September 1961 in Vancouver) war ein kanadischer Bergbauingenieur und Unternehmer. Von 1946 bis 1950 war er Vizegouverneur der Provinz British Columbia.

## Biografie
Der in Neuseeland geborene Banks studierte in Golden (Colorado) Ingenieurwesen an der Colorado School of Mines. Danach war er weltweit für verschiedene Bergbauunternehmen tätig, bis er schließlich 1912 nach British Columbia zog. Während des Ersten Weltkriegs diente er bei den Royal Engineers. Nach Kriegsende kehrte er nach Vancouver zurück und gründete die British Columbia Silver Mines Ltd. 1925 folgte die Gründung der Bergbaugesellschaft Placer Development Co. (später Placer Dome). Seine Ehefrau war Geologin und Mitglied der Royal Geographical Society. Mit Goldminen in Neuguinea und Kolumbien wurde das Ehepaar sehr wohlhabend.
Während des Zweiten Weltkriegs war Banks in London als Repräsentant der kanadischen Regierung tätig. In dieser Funktion war er verantwortlich für die Lieferung militärischer Versorgungsgüter von Kanada nach Großbritannien. Für seine Verdienste wurde er zum Ritter geschlagen.
Generalgouverneur Harold Alexander vereidigte Banks am 1. Oktober 1946 als Vizegouverneur von British Columbia. Dieses repräsentative Amt übte er bis zum 2. Oktober 1950 aus. Bis 1959 blieb er in seinem Unternehmen tätig. Einen Teil seines Vermögens vermachte er der University of British Columbia.